# Daniel Serra (Rennfahrer)

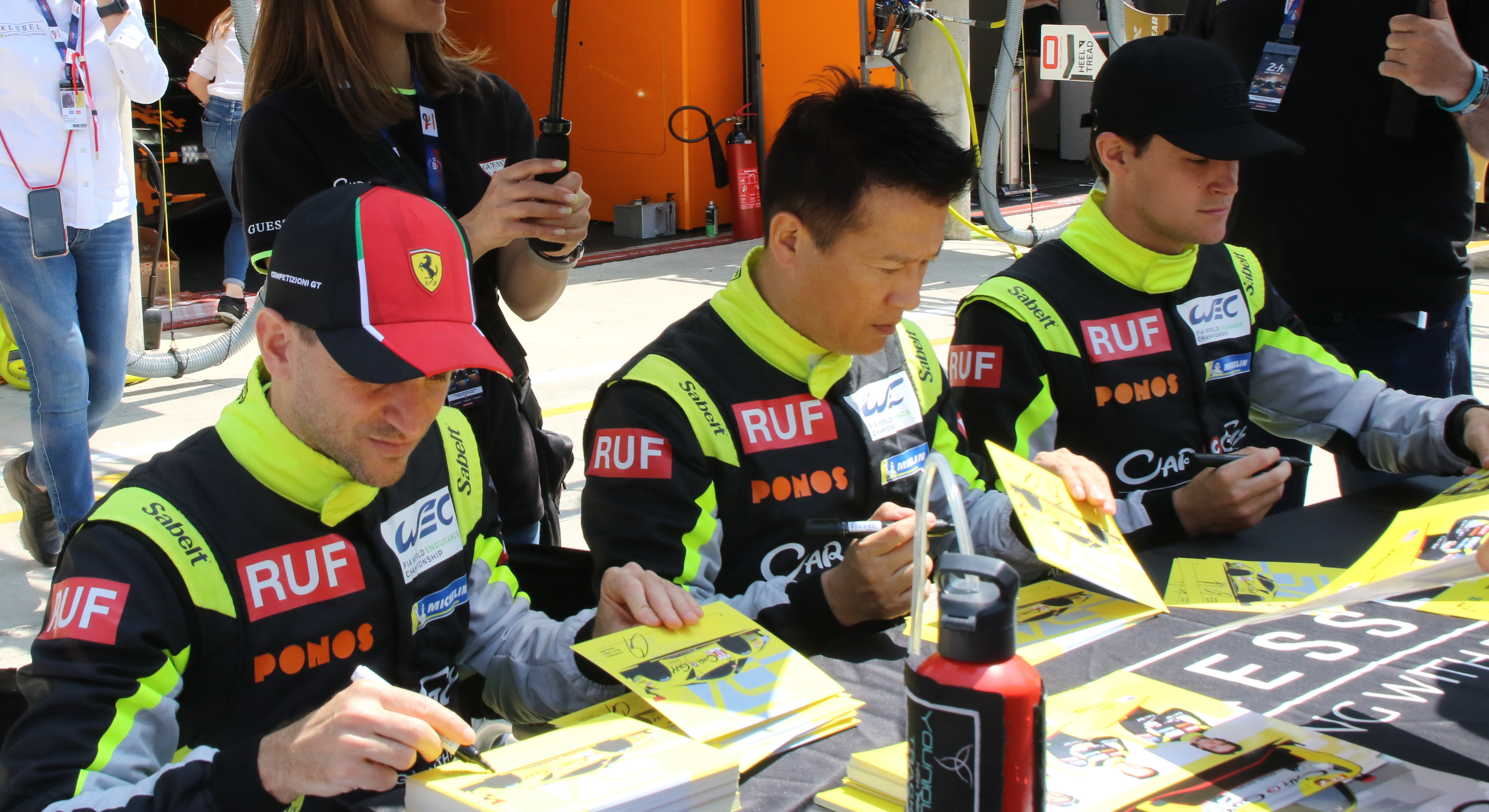
Daniel Serra (links), mit Takeshi Kimura und Scott Huffaker 2023 in Le Mans

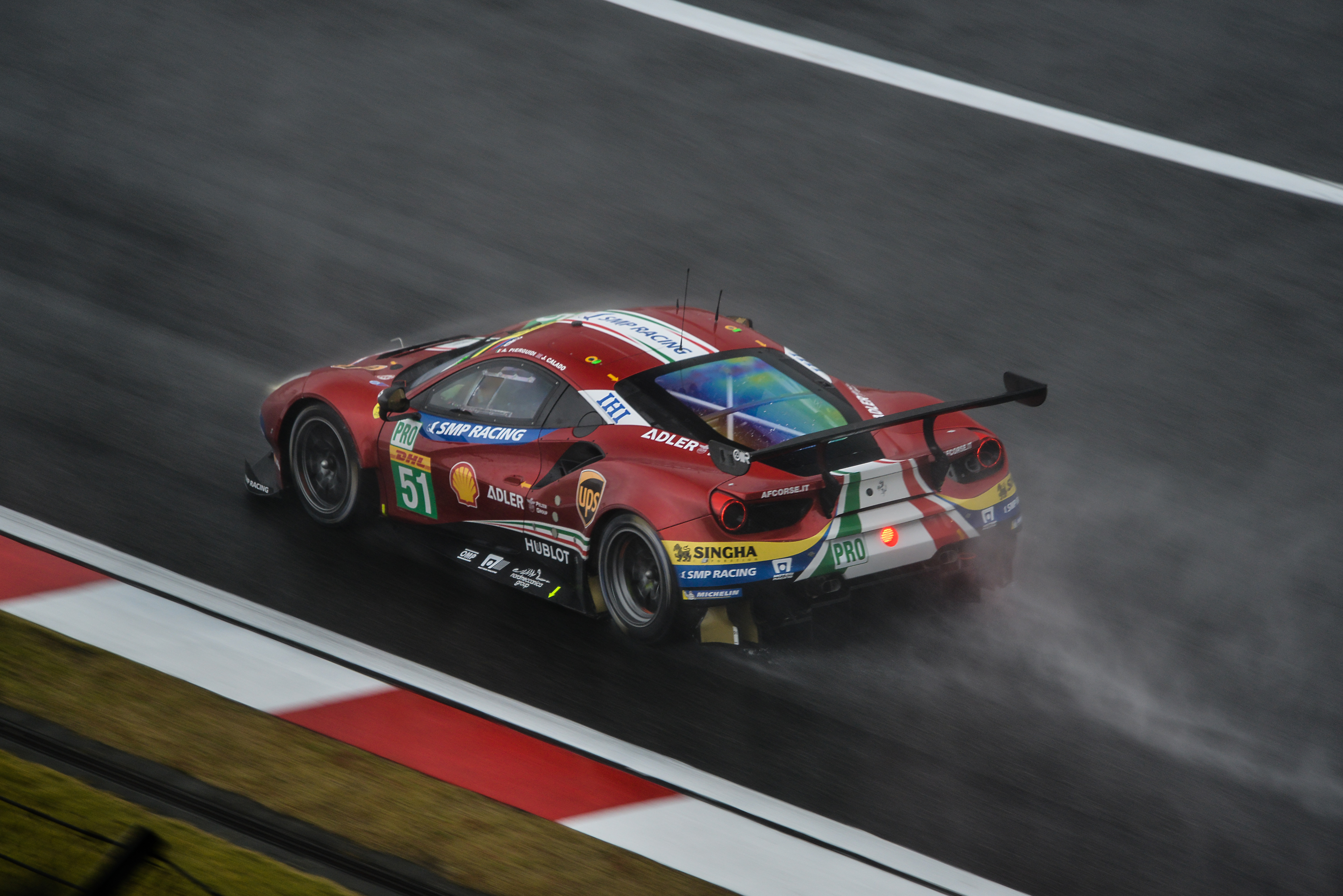
Daniel Serra im Ferrari 488 GTE beim 6-Stunden-Rennen von Shanghai 2018

Daniel Gardano Serra (* 24. Februar 1984 in São Paulo) ist ein brasilianischer Rennfahrer. Aktuell tritt er in der brasilianischen Stock-Car-Meisterschaft an und ist Ferrari-Werksfahrer. In den Jahren 2017, 2018 und 2019 gewann er drei Mal in Folge den Meistertitel in der Serie. Er ist ein zweifacher Sieger des 24-Stunden-Rennen von Le Mans in der GTE Pro Klasse. Beim 24-Stunden-Rennen von Le Mans 2017 absolvierte er das Rennen mit Darren Turner und Jonny Adam für Aston Martin Racing, im Jahr 2019 mit James Calado und Alessandro Pier Guidi für das Team AF Corse. Auch hier trat er in der GTE Pro Klasse an.

## Karriere
Serra ist der Sohn des dreifachen Stock-Car-Champions Chico Serra. Nachdem er die Erlaubnis von seinen Eltern erhalten hatte, begann er im Alter von 14 Jahren mit dem Kartsport.
Er trat zunächst in der brasilianischen Formel Renault 2.0, sowie im Formel Renault Eurocup 2.0, aufgrund fehlender finanzieller Mittel beendete er allerdings sein Engagement in Europa.
Danach folgte eine Teilnahme an der Stock Car Lights-Meisterschaft, bei welcher er sehr beeindrucken konnte und sich damit einen Startplatz in der brasilianischen Stock-Car-Meisterschaft sicherte. Sein Debüt gab er im Red Bull-Amir Nasr Racing Team; er konnte eine Pole-Position sammeln und beendete die Saison auf dem achten Gesamtrang. Für die Saison 2009 trat er dem Team Red Bull-WA Mattheis bei. Am 20. September 2009 gewann er sein erstes Rennen in einem Stock Car. Für die Saison 2017 unterschrieb er einen Vertrag bei Eurofarma RC, mit welchem er seinen ersten Titel gewinnen konnte.
Diesen Erfolg konnte er im Jahr darauf wiederholen.
Auf internationalem Level trat er zunächst 2017 in der FIA Langstrecken-Weltmeisterschaft für Aston Martin Racing, in welcher er das 24-Stunden-Rennen von Le Mans gewinnen konnte. Zusätzlich trat er in der FIA-Langstrecken-Weltmeisterschaft 2018/19 für das Team AF Corse an. In dieser Saison konnte er erneut das 24-Stunden-Rennen von Le Mans gewinnen.

## Statistik

### Le-Mans-Ergebnisse
| Jahr | Team                | Fahrzeug                 | Teamkollege      | Teamkollege           | Platzierung             | Ausfallgrund |
| ---- | ------------------- | ------------------------ | ---------------- | --------------------- | ----------------------- | ------------ |
| 2017 | Aston Martin Racing | Aston Martin Vantage GTE | Jonny Adam       | Darren Turner         | Rang 17 und Klassensieg |              |
| 2018 | AF Corse            | Ferrari 488 GTE          | James Calado     | Alessandro Pier Guidi | Rang 22                 |              |
| 2019 | AF Corse            | Ferrari 488 GTE          | James Calado     | Alessandro Pier Guidi | Rang 20 und Klassensieg |              |
| 2020 | AF Corse            | Ferrari 488 GTE          | James Calado     | Alessandro Pier Guidi | Rang 21                 |              |
| 2021 | AF Corse            | Ferrari 488 GTE          | Miguel Molina    | Sam Bird              | Rang 37                 |              |
| 2022 | AF Corse            | Ferrari 488 GTE          | James Calado     | Alessandro Pier Guidi | Rang 29                 |              |
| 2023 | Kessel Racing       | Ferrari 488 GTE Evo      | Scott Huffaker   | Takeshi Kimura        | Ausfall                 | Unfall       |
| 2024 | GR Racing           | Ferrari 296 GT3          | Riccardo Pera    | Mike Wainwright       | Rang 39                 |              |
| 2025 | Kessel Racing       | Ferrari 296 GT3          | Casper Stevenson | Takeshi Kimura        | Rang 40                 |              |

### Sebring-Ergebnisse
| Jahr | Team              | Fahrzeug                 | Teamkollege           | Teamkollege         | Teamkollege   | Platzierung | Ausfallgrund |
| ---- | ----------------- | ------------------------ | --------------------- | ------------------- | ------------- | ----------- | ------------ |
| 2016 | Scuderia Corsa    | Ferrari 488 GTE          | Alessandro Pier Guidi | Andrea Bertolini    |               | Rang 17     |              |
| 2018 | Spirit of Race    | Ferrari 488 GT3          | Paul Dalla Lana       | Pedro Lamy          | Mathias Lauda | Rang 28     |              |
| 2022 | Risi Competizione | Ferrari 488 GT3 Evo 2020 | Eddie Cheever III     | Davide Rigon        |               | Rang 30     |              |
| 2023 | Risi Competizione | Ferrari 296 GT3          | Gabriel Casagrande    | Davide Rigon        |               | Rang 19     |              |
| 2024 | Risi Competizione | Ferrari 296 GT3          | James Calado          | Davide Rigon        |               | Rang 21     |              |
| 2025 | Conquest Racing   | Ferrari 296 GT3          | Manny Franco          | Cédric Sbirrazzuoli |               | Rang 33     |              |

### Einzelergebnisse in der FIA-Langstrecken-Weltmeisterschaft
| Saison  | Team                | Rennwagen                | 1   | 2   | 3   | 4   | 5   | 6   | 7   | 8   | 9   |
| ------- | ------------------- | ------------------------ | --- | --- | --- | --- | --- | --- | --- | --- | --- |
| 2017    | Aston Martin Racing | Aston Martin Vantage GTE | SIL | SPA | LEM | NÜR | MEX | AUS | FUJ | SHA | BAH |
| 2017    | Aston Martin Racing | Aston Martin Vantage GTE | 19  | 23  | 17  | 21  | DNF | 17  |     |     |     |
| 2018/19 | AF Corse            | Ferrari 488 GTE          | SPA | LEM | SIL | FUJ | SHA | SEB | SPA | LEM |     |
| 2018/19 | AF Corse            | Ferrari 488 GTE          |     | 22  |     |     |     | 13  |     | 20  |     |
| 2019/20 | AF Corse            | Ferrari 488 GTE          | SIL | FUJ | SHA | BAH | AUS | SPA | LEM | BAH |     |
| 2019/20 | AF Corse            | Ferrari 488 GTE          |     |     |     |     |     |     | 21  | 19  |     |
| 2021    | AF Corse            | Ferrari 488 GTE          | SPA | POR | MON | LEM | BAH | BAH |     |     |     |
| 2021    | AF Corse            | Ferrari 488 GTE          | 17  | 15  | 18  | 37  | 16  | 17  |     |     |     |
| 2022    | AF Corse            | Ferrari 488 GTE          | SEB | SPA | LEM | MON | FUJ | BAH |     |     |     |
| 2022    | AF Corse            | Ferrari 488 GTE          | 29  |     |     |     |     |     |     |     |     |
| 2023    | Kessel Racing       | Ferrari 488 GTE          | SEB | POR | SPA | LEM | MON | FUJ | BAH |     |     |
| 2023    | Kessel Racing       | Ferrari 488 GTE          | 19  | 30  | 27  | DNF |     |     | 26  |     |     |
| 2024    | GR Racing           | Ferrari 296 GT3          | KAT | IMO | SPA | LEM | SAO | AUS | FUJ | BAH |     |
| 2024    | GR Racing           | Ferrari 296 GT3          | 39  |     |     |     |     |     |     |     |     |
| 2025    | Kessel Racing       | Ferrari 296 GT3          | KAT | IMO | SPA | LEM | SAO | AUS | FUJ | BAH |     |
| 2025    | Kessel Racing       | Ferrari 296 GT3          | 40  |     |     |     |     |     |     |     |     |